# ويليام ماكول (لاعب كرة قدم)
ويليام ماكول (بالإنجليزية: William McColl)‏ هو لاعب كرة قدم بريطاني (وحمل سابقاً جنسية المملكة المتحدة لبريطانيا العظمى وأيرلندا) في مركز مهاجم داخلي، ولد في 1865 في المملكة المتحدة، وتوفي في 1903. شارك مع منتخب اسكتلندا لكرة القدم. أما مع النوادي، فقد لعب مع أكرينغتون ومانشستر سيتي ونادي بيرنلي ونادي غرينوك مورتون وRenton F.C. ‏ وفايل أوف ليفن ‏.

## وصلات خارجية
- ويليام ماكول على موقع الاتحاد الإسكتلندي (الإنجليزية)
- ويليام ماكول على موقع قاعدة بيانات كرة القدم.إي يو (الإنجليزية)